# 胡图族
胡图族是中部非洲的一个族群，主要聚居于卢旺达和布隆迪，是该两国的最大族群。根据美国中央情报局的资料，84%的卢旺达人以及85%的布隆迪人属胡图族。胡图族与图西族十分相近，他们的语言、体格和文化都没有很大的分别，其差异主要在于社会阶级，傳統上圖西族是牛主，而胡圖族則為牧牛人，圖西族是胡圖族之主人，所以長久以來圖西族擁有主導地位。比利时和德国殖民时期，外来殖民者选择肤色较浅、鼻梁较高的人群作为统治阶级，称为图西族。在殖民主义消失后，胡图族掌握了卢旺达的政权，开始对图西族进行报复。与此同时，在布隆迪当权的图西族也对胡图族进行了种族清洗。1990年图西族成立开始进行颠覆政府的活动，随后两族对立导致了胡图族政府开始操纵卢旺达种族灭绝，上百万名图西族人被杀。图西族的卢旺达爱国阵线最终联合邻国乌干达军队成功夺取政权。

## 名人
- 朱韦纳尔·哈比亚利马纳，第二任卢旺达总统。
- 巴斯德·比齊蒙古，第三任卢旺达总统。